# Дикін Олексій Іванович
Олексі́й Іва́нович Дикін (нар. 1908 — ?) — український радянський діяч, інженер-будівельник, начальник територіального Головного управління будівництва «Головдонбасбуд» Донецької області. Депутат Верховної Ради УРСР 6—7-го скликань.

## Біографія
Член ВКП(б).
Освіта вища. Перебував на відповідальній роботі у галузі будівництва.
На 1955 — серпень 1956 року — керуючий тресту «Азовстальбуд» міста Жданова Сталінської області.
У серпні 1956 — травні 1957 року — заступник міністра будівництва підприємств вугільної промисловості Української РСР та член колегії Міністерства будівництва підприємств вугільної промисловості Української РСР.
У червні 1957 — грудні 1962 роу — 1-й заступник голови Ради народного господарства (раднаргоспу) Ворошиловградського (Луганського) економічного адміністративного району.
З січня 1963 року — начальник Головного управління по будівництву в Донецькому економічному району; заступник голови Ради народного господарства Донецького економічного району.
З 1965 до березня 1967 року — начальник територіального Головного управління будівництва «Головдонбасбуд» Донецької області.
З березня 1967 року — заступник міністра будівництва підприємств важкої індустрії Української РСР.
Подальша доля невідома. 

## Нагороди
- ордени
- медалі
- Почесна грамота Президії Верховної Ради Української РСР (20.03.1958)
- Заслужений будівельник Української РСР (.08.1966)